# Міна Караджич
Вільгельміна «Міна» Караджич-Вукоманович (серб. Вилхелмина (Мина) Караџић-Вукомановић; 12 липня 1828, Відень — 12 червня 1894, Відень) — сербська художниця й письменниця австрійського походження.
Народилася у Відні, дочка Вука Стефановича Караджича та віденки Ани Марії Краус.
Померла у віці 65 років у Відні.